# Лопатичи (Житомирская область)
Лопа́тичи (укр. Лопатичі) — село на Украине, основано в 1730 году, находится в Олевском районе Житомирской области.
Код КОАТУУ — 1824485301. Население по переписи 2001 года составляет 1784 человека. Почтовый индекс — 11034. Телефонный код — 4135. Занимает площадь 5,06 км².
Первое упоминание в привилее киевского князя Семена Олельковича пану Семену Скипору на разные села: под Житомиром — Тулин, Сосновичи и Колодежне; в Олевску — Лопатичи; в Виннице — Гущинцы. Село Лопатичи приняло 154 беженца.

## Адрес местного совета
11034, Житомирская область, Олевский р-н, с. Лопатичи, ул. Гагарина